# Pokrvenik (gmina Tutin)
Pokrvenik (cyr. Покрвеник) – wieś w Serbii, w okręgu raskim, w gminie Tutin. W 2011 roku liczyła 245 mieszkańców.